# Timonius subauritus
Timonius subauritus är en måreväxtart som beskrevs av Theodoric Valeton. Timonius subauritus ingår i släktet Timonius och familjen måreväxter.

## Underarter
Arten delas in i följande underarter:
- T. s. strigosus
- T. s. subauritus